# Echad mi jodea
Echad mi jodea (hebräisch אֶחָד מִי יוֹדֵעַ Echad mī jōdeʿa, deutsch ‚Eins – wer weiß es?‘) ist ein traditioneller Frage-Antwort-Gesang, eine Zählgeschichte, die am Sederabend zu Beginn von Pessach gesungen wird und in der Haggada zu finden ist. Das Lied zählt jüdische Motive und Lehren auf und vermittelt den anwesenden Kindern altersgerechte Inhalte. Die Rezitation variiert von Familie zu Familie. Von dem Lied gibt es Versionen in Hebräisch, Jiddisch, Arabisch und vielen anderen Sprachen. Manchmal wird es als eine Art Memory gespielt.

## Bedeutung
Obwohl es wie ein einfaches Kinderlied erscheinen mag, wird den Anwesenden am Sederabend mit ihm eine wichtige Botschaft vermittelt. Das Hauptthema von Pessach, besonders während des Seders, ist nicht nur ein Fest, das die physische Befreiung eines Volkes aus der Sklaverei feiert. Wichtiger ist, dass es zudem die geistige und seelische Befreiung dieses Volkes ist, um eine Nation Gottes und damit sein auserwähltes Volk zu werden. Als sein Volk wird von ihm erwartet, dass es ganz eins mit Gott ist und sich alles in seinem Leben auf ihn bezieht. Es wird angenommen, dass Wortassoziationen das Unbewusste enthüllen. Nachdem in der Haggada von Gottes Wundern und Barmherzigkeit und den Ereignissen des Auszugs aus Ägypten (Exodus) gelesen wurde, zeigt das Lied in Dialogform auf, wie sich alles auf Gott beziehen sollte, zu jeder Zahl sind Eigenschaften und Besonderheiten aus dem jüdischen Glauben hinzugefügt: Der württembergische Landesrabbiner a. D. Joel Berger erläutert den Beginn des Liedes: „'Wer weiß, was eins ist?' Die Antwort: 'Eins ist der liebe G’tt, der Himmel und Erde erschuf!' Es folgt die zweite Frage: 'Wer weiß, was zwei ist?' 'Zwei sind die Tafeln des Bundes vom Berge Sinai!'“ Die Schreibweise G’tt ist hierbei eine vermeidende Schreibweise für das Wort Gott im Judentum.
Laut Joel Berger spielte bei der Begründung des Liedes „eine wichtige Rolle“, „dass man bemüht war, die Kinder in den Familien noch zu später Stunde wachzuhalten und ihnen auch ihrem kindlichen Gemüt Entsprechendes anzubieten.“ Dies sei weitgehend gelungen.

## Ursprung
Gemäß der Encyclopaedia Judaica wurde dieses Lied zuerst in aschkenasischen Haggadot des 16. Jahrhunderts gefunden. Das deutsche Volkslied „Guter Freund, ich frage dich“ aus dem 19. Jahrhundert zeigt eine inhaltliche Parallele.
Laut Joel Berger geht Echad mi jodea  auf ein christliches „Katechismuslied aus dem Rheinland“ zurück, „das christlichen Kindern die wesentlichen Elemente ihres Glaubens in allgemein verständlicher Form beibrachte. In dieser Fassung wurden die christlichen Elemente zu den Zahlen hinzugefügt, zum Beispiel die vier Evangelisten, die Seligsprechungen et cetera. Mit feinem pädagogischen Gefühl wurde dieses Lied für den Sederabend umgewandelt und gegen Ende der Zeremonie eingesetzt.“

## Liedtext
| Hebräisch | Transliteration (ohne Textwiederholungen)                                  | Übersetzung |
| --- | -------------------------------------------------------------------------- | --- |
| .אֶחָד מִי יוֹדֵעַ? אֶחָד אֲנִי יוֹדֵעַ: אֶחָד אֱלֹהֵינוּ שֶׁבַּשָּׁמַיִם וּבָאָרֶץ | Echad mi jodea? Echad ani jodea. Echad Eloheinu, Schebaschamayim uva'aretz | Wer kennt einen? Ich kenne einen. Einer ist unser Gott im Himmel und auf Erden. |
| .שְׁנַיִם מִי יוֹדֵעַ? שְׁנַיִם אֲנִי יוֹדֵע: שְׁנֵי לֻחוֹת הַבְּרִית. אֶחָד אֱלֹהֵינוּ שֶׁבַּשָּׁמַיִם וּבָאָרֶץ | Schnayim mi jodea? Schnayim ani jodea. Schnei luchot habrit,               | Wer kennt zwei? Ich kenne zwei. Zwei sind die Tafeln des Bundes. Einer ist unser Gott im Himmel und auf Erden. |
| .שְׁלֹשָה מִי יוֹדֵעַ? שְׁלֹשָה אֲנִי יוֹדֵעַ: שְׁלֹשָׁה אָהַבוֹת, שְׁנַיִ לֻחוֹת הַבְּרִית. אֶחָד אֱלֹהֵינוּ שֶׁבַּשָּׁמַיִם וּבָאָרֶץ | Schloscha mi jodea? Schloscha ani jodea. Schloscha avot,                   | Wer kennt drei? Ich kenne drei. Drei sind die Patriarchen. Zwei sind die Tafeln des Bundes. Einer ist unser Gott im Himmel und auf Erden. |
| .אַרְבַּע מִי יוֹדֵעַ? אַרְבַּע אֲנִי יוֹדֵעַ: אַרְבַּע אִמָּהוֹת, שְׁלֹשָׁה אָהַבוֹת, שְׁנַיִ לֻחוֹת הַבְּרִית. אֶחָד אֱלֹהֵינוּ שֶׁבַּשָּׁמַיִם וּבָאָרֶץ | Arbah mi jodea ? Arbah ani jodea. Arbah imahot,                            | Wer kennt vier? Ich kenne vier. Vier sind die Matriarchinnen. Drei sind die Patriarchen. Zwei sind die Tafeln des Bundes. Einer ist unser Gott im Himmel und auf Erden. |
| .חֲמִשָּׁה מִי יוֹדֵעַ? חֲמִשָּׁה אֲנִי יוֹדֵעַ: חֲמִשָּׁה חוּמְשֵׁי תוֹרָה, אַרְבַּע אִמָּהוֹת, שְׁלֹשָׁה אָהַבוֹת, שְׁנַיִ לֻחוֹת הַבְּרִית. אֶחָד אֱלֹהֵינוּ שֶׁבַּשָּׁמַיִם וּבָאָרֶץ | Chamischa mi jodea? Chamischa ani jodea. Chamischa chumschej Torah,        | Wer kennt fünf? Ich kenne fünf. Fünf sind die Bücher der Tora. Vier sind die Matriarchinnen. Drei sind die Patriarchen. Zwei sind die Tafeln des Bundes. Einer ist unser Gott im Himmel und auf Erden. |
| שִׁשָּׁה מִי יוֹדֵעַ? שִׁשָּׁה אֲנִי יוֹדֵעַ: שִׁשָּׁה סִדְרֵי מִשְׁנָה, חֲמִשָּׁה חוּמְשֵׁי תוֹרָה, אַרְבַּע אִמָּהוֹת, שְׁלֹשָׁה אָהַבוֹת, שְׁנַיִ לֻחוֹת הַבְּרִית. אֶחָד אֱלֹהֵינוּ שֶׁבַּשָּׁמַיִם וּבָאָרֶץ | Schischa mi jodea? Schischa ani jodea. Schischa sidrei mischna,            | Wer kennt sechs? Ich kenne sechs. Sechs sind die Ordnungen der Mischna. Fünf sind die Bücher der Tora. Vier sind die Matriarchinnen. Drei sind die Patriarchen. Zwei sind die Tafeln des Bundes. Einer ist unser Gott im Himmel und auf Erden. |
| שִׁבְעָה מִי יוֹדֵעַ? שִׁבְעָה אֲנִי יוֹדֵעַ: שִׁבְעָה יְמֵי שַׁבַּתָּא, שִׁשָּׁה סִדְרֵי מִשְׁנָה, חֲמִשָּׁה חוּמְשֵׁי תוֹרָה, אַרְבַּע אִמָּהוֹת, שְׁלֹשָׁה אָהַבוֹת, שְׁנַיִ לֻחוֹת הַבְּרִית אֶחָד אֱלֹהֵינוּ שֶׁבַּשָּׁמַיִם וּבָאָרֶץ | Schivah mi jodea? Schivah ani jodea Schivah y'mei schabta                  | Wer kennt sieben? Ich kenne sieben. Sieben sind die Wochentage. Sechs sind die Ordnungen der Mischna. Fünf sind die Bücher der Tora. Vier sind die Matriarchinnen. Drei sind die Patriarchen. Zwei sind die Tafeln des Bundes. Einer ist unser Gott im Himmel und auf Erden |
| שְׁמוֹנָה מִי יוֹדֵעַ? שְׁמוֹנָה אֲנִי יוֹדֵע: שְׁמוֹנָה יְמֵי מִילָה, שִׁבְעָה יְמֵי שַׁבַּתָּא, שִׁשָּׁה סִדְרֵי מִשְׁנָה, חֲמִשָּׁה חוּמְשֵׁי תוֹרָה, אַרְבַּע אִמָּהוֹת, שְׁלֹשָׁה אָהַבוֹת, שְׁנַיִ לֻחוֹת הַבְּרִית, אֶחָד אֱלֹהֵינוּ שֶׁבַּשָּׁמַיִם וּבָאָרֶץ                                                                                 | Schmonah mi jodea? Schmonah ani jodea Schmonah y'mei milah                 | Wer kennt acht? Ich kenne acht. Acht sind die Tage bis zur Beschneidung. Sieben sind die Wochentage. Sechs sind die Ordnungen der Mischna. Fünf sind die Bücher der Tora. Vier sind die Matriarchinnen. Drei sind die Patriarchen. Zwei sind die Tafeln des Bundes. Einer ist unser Gott im Himmel und auf Erden. |
| תִּשְׁעָה מִי יוֹדֵעַ? תִּשְׁעָה אֲנִי יוֹדֵעַ: תִּשְׁעָה יַרְחֵי לֵדָה, שְׁמוֹנָה יְמֵי מִילָה, שִׁבְעָה יְמֵי שַׁבַּתָּא, שִׁשָּׁה סִדְרֵי מִשְׁנָה, חֲמִשָּׁה חוּמְשֵׁי תוֹרָה, אַרְבַּע אִמָּהוֹת, שְׁלֹשָׁה אָהַבוֹת, שְׁנַיִ לֻחוֹת הַבְּרִית, אֶחָד אֱלֹהֵינוּ שֶׁבַּשָּׁמַיִם וּבָאָרֶץ                                                                    | Tischah mi jodea? Tischah ani jodea Tischah yarchej leidah                 | Wer kennt neun? Ich kenne neun. Neun Monate sind es bis zur Geburt. Acht sind die Tage bis zur Beschneidung. Sieben sind die Wochentage. Sechs sind die Ordnungen der Mischna. Fünf sind die Bücher der Tora. Vier sind die Matriarchinnen. Drei sind die Patriarchen. Zwei sind die Tafeln des Bundes. Einer ist unser Gott im Himmel und auf Erden. |
| עֲשָׂרָה מִי יוֹדֵעַ? עֲשָׂרָה אֲנִי יוֹדֵעַ: עֲשָׂרָה דִבְּרַיָא, תִּשְׁעָה יַרְחֵי לֵדָה, שְׁמוֹנָה יְמֵי מִילָה, שִׁבְעָה יְמֵי שַׁבַּתָּא, שִׁשָּׁה סִדְרֵי מִשְׁנָה, חֲמִשָּׁה חוּמְשֵׁי תוֹרָה, אַרְבַּעאִ מָּהוֹת, שְׁלֹשָׁה אָהַבוֹת, שְׁנַיִ לֻחוֹת הַבְּרִית, אֶחָד אֱלֹהֵינוּ שֶׁבַּשָּׁמַיִם וּבָאָרֶץ                                                        | Asarah mi jodea? Asarah ani jodea Asarah dibraja                           | Wer kennt zehn? Ich kenne zehn. Zehn sind die Gebote vom Berg Sinai. Neun Monate sind es bis zur Geburt. Acht sind die Tage bis zur Beschneidung. Sieben sind die Wochentage. Sechs sind die Ordnungen der Mischna. Fünf sind die Bücher der Tora. Vier sind die Matriarchinnen. Drei sind die Patriarchen. Zwei sind die Tafeln des Bundes. Einer ist unser Gott im Himmel und auf Erden. |
| אַחַד עָשָׂר מִי יוֹדֵעַ? אַחַד עָשָׂר אֲנִי יוֹדֵעַ: אַחַד עָשָׂר כּוֹכְבַיָּא, עֲשָׂרָה דִבְּרַיָא, תִּשְׁעָה יַרְחֵי לֵדָה, שְׁמוֹנָה יְמֵי מִילָה, שִׁבְעָה יְמֵי שַׁבַּתָּא, שִׁשָּׁה סִדְרֵי מִשְׁנָה, חֲמִשָּׁה חוּמְשֵׁי תוֹרָה, אַרְבַּעאִ מָּהוֹת, שְׁלֹשָׁה אָהַבוֹת, שְׁנַיִ לֻחוֹת הַבְּרִית, אֶחָד אֱלֹהֵינוּ שֶׁבַּשָּׁמַיִם וּבָאָרֶץ                                  | Achad asar mi jodea? Achad asar ani jodea Achad asar kochvaja              | Wer kennt elf? Ich kenne elf. Elf sind die Sterne [in Josephs zweitem Traum]. Zehn sind die Gebote vom Berg Sinai. Neun Monate sind es bis zur Geburt. Acht sind die Tage bis zur Beschneidung. Sieben sind die Wochentage. Sechs sind die Ordnungen der Mischna. Fünf sind die Bücher der Tora. Vier sind die Matriarchinnen. Drei sind die Patriarchen. Zwei sind die Tafeln des Bundes. Einer ist unser Gott im Himmel und auf Erden.                                                                      |
| שְׁנֵים עָשָׂר מִי יוֹדֵעַ? שְׁנֵים עָשָׂר אֲנִי יוֹדֵעַ: שְׁנֵים עָשָׂר שִׁבְטַיָּא, אַחַד עָשָׂר כּוֹכְבַיָּא, עֲשָׂרָה דִבְּרַיָא, תִּשְׁעָה יַרְחֵי לֵדָה, שְׁמוֹנָה יְמֵי מִילָה, שִׁבְעָה יְמֵי שַׁבַּתָּא, שִׁשָּׁה סִדְרֵי מִשְׁנָה, חֲמִשָּׁה חוּמְשֵׁי תוֹרָה, אַרְבַּע אִמָּהוֹת, שְׁלֹשָׁה אָהַבוֹת, שְׁנַיִ לֻחוֹת הַבְּרִית, אֶחָד אֱלֹהֵינוּ שֶׁבַּשָּׁמַיִם וּבָאָרֶץ                | Schneim asar mi jodea? Schneim asar ani jodea Schneim asar schivtaja,      | Wer kennt zwölf? Ich kenne zwölf. Zwölf sind die Stämme. Elf sind die Sterne [in Josephs zweitem Traum]. Zehn sind die Gebote vom Berg Sinai. Neun Monate sind es bis zur Geburt. Acht sind die Tage bis zur Beschneidung. Sieben sind die Wochentage. Sechs sind die Ordnungen der Mischna. Fünf sind die Bücher der Tora. Vier sind die Matriarchinnen. Drei sind die Patriarchen. Zwei sind die Tafeln des Bundes. Einer ist unser Gott im Himmel und auf Erden.                                           |
| שְׁלֹשָה עָשָׂר מִי יוֹדֵעַ? שְׁלֹשָׁה עָשָׂר אֲנִי יוֹדֵעַ: שְׁלֹשָׁה עָשָׂר מִדַּיָּא, שְׁנֵים עָשָׂר שִׁבְטַיָּא, אַחַד עָשָׂר כּוֹכְבַיָּא, עֲשָׂרָה דִבְּרַיָא, תִּשְׁעָה יַרְחֵי לֵדָה, שְׁמוֹנָה יְמֵי מִילָה, שִׁבְעָה יְמֵי שַׁבַּתָּא, שִׁשָּׁה סִדְרֵי מִשְׁנָה, חֲמִשָּׁה חוּמְשֵׁי תוֹרָה, אַרְבַּעאִ מָּהוֹת, שְׁלֹשָׁה אָהַבוֹת, שְׁנַיִ לֻחוֹת הַבְּרִית, אֶחָד אֱלֹהֵינוּ שֶׁבַּשָּׁמַיִם וּבָאָרֶץ | Schloscha asar mi jodea? Schloscha asar ani jodea Schloscha asar midaja,   | Wer kennt dreizehn? Ich kenne dreizehn. Dreizehn sind die Attribute Gottes. Zwölf sind die Stämme. Elf sind die Sterne [in Josephs zweitem Traum]. Zehn sind die Gebote vom Berg Sinai. Neun Monate sind es bis zur Geburt. Acht sind die Tage bis zur Beschneidung. Sieben sind die Wochentage. Sechs sind die Ordnungen der Mischna. Fünf sind die Bücher der Tora. Vier sind die Matriarchinnen. Drei sind die Patriarchen. Zwei sind die Tafeln des Bundes. Einer ist unser Gott im Himmel und auf Erden. |